# 194970 Márai
(194970) Márai, denumire internațională (194970) Marai, este un asteroid din centura principală de asteroizi.

## Descriere
194970 Márai este un asteroid din centura principală de asteroizi. A fost descoperit pe 13 ianuarie 2002 la Piszkesteto de Krisztián Sárneczky și Zsuzsanna Heiner. Asteroidul prezintă o orbită caracterizată de o semiaxă mare de 2,66 ua, o excentricitate de 0,13 și o înclinație de 2,4° în raport cu ecliptica.